# Buriti do Tocantins
Pour les articles homonymes, voir Buriti.
Buriti do Tocantins est une municipalité brésilienne située dans l'État du Tocantins.